# Ramzan Akhmadovich Kadyrov

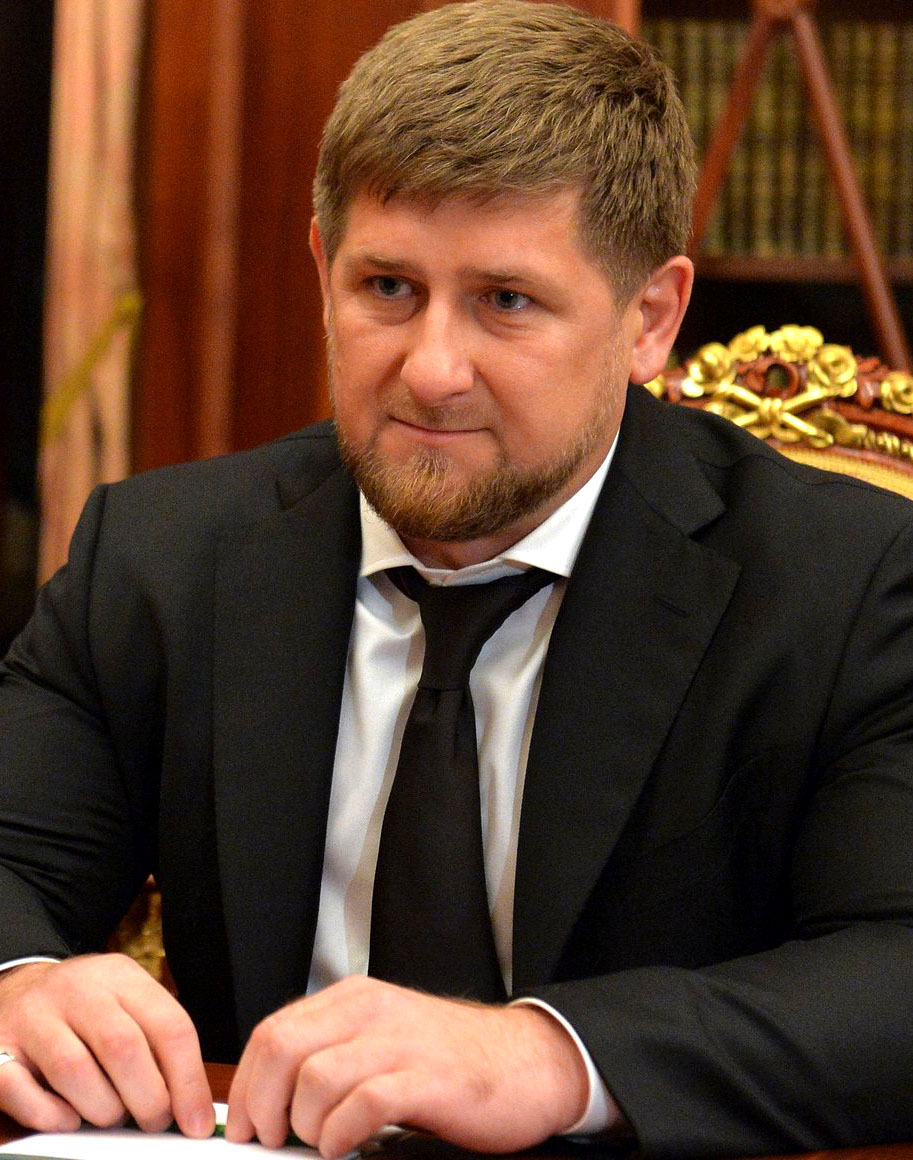
Ramzan Kadyrov (2014)

Ramzan Akhmadovich Kadyrov (sinh ngày 5 tháng 10 năm 1976) là một chính khách Chechnya. Ông là người đứng đầu Chechnya thuộc Nga. Ông là con trai Akhmad Kadyrov, một người Chehnya ly khai sau đó quay sang hợp tác với Nga, được Nga cử làm Tổng thống Chenya và bị ám sát vào tháng 5 năm 2004. Tháng 2 năm 2007, Kadyrov thay thế Alu Alkhanov làm Tổng thống, ngay sau khi ông bước sang tuổi 30, là tuổi tối thiểu yêu cầu cho chức vụ này. Ông ủng hộ Tổng thống Nga Vladimir Putin và đã được trao Huân chương Anh hùng Nga, danh hiệu cao quý nhất của Nga. Kadyrov đã tham dự các cuộc tranh giành quyền lực bạo động; với các lãnh chúa chính quyền Chechnya Sulim Yamadayev và Said-Magomed Kakiev về quyền hạn đối với quân đội, và với Alu Alkhanov về quyền hạn chính trị. Hiện tại, ông vừa là Tổng thống Chehnya vừa là một chỉ huy cao cấp (quân hàm thượng tướng) của Vệ binh quốc gia Nga